# Albiones
Los albiones eran una de las gentilidades de los galaicos que se asentarían, según las fuentes romanas, en el suroccidente del actual Asturias y la zona limítrofe con Asturias de Lugo.

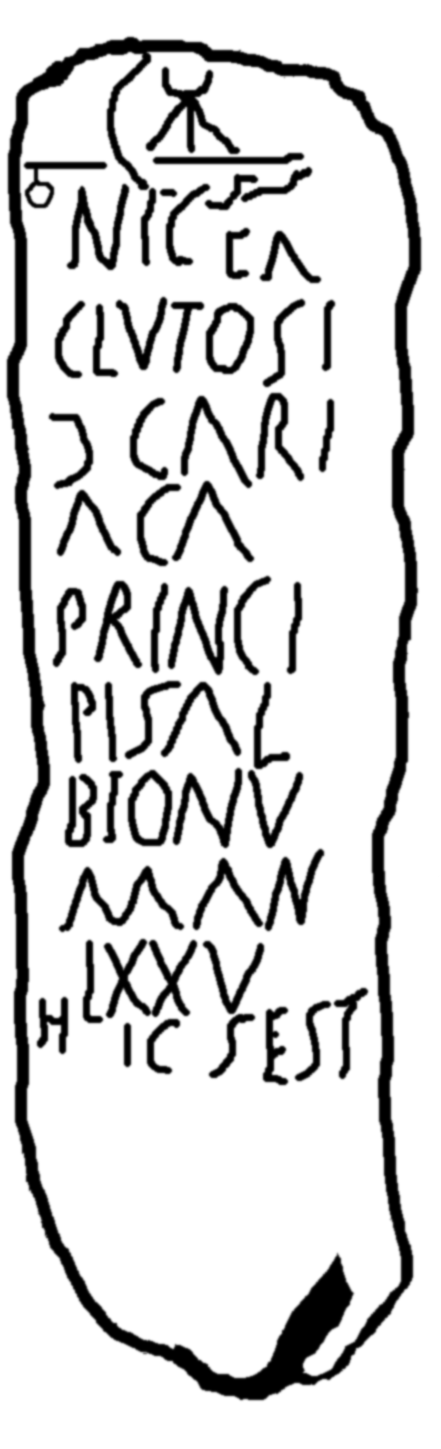
Estela de Nícer, encontrada en Vegadeo, Asturias

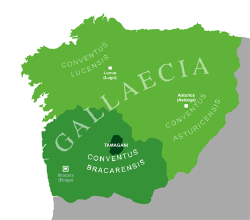
Provincia romana de Gallaecia.

Uno de los pocos restos arqueológicos de esta comunidad es la estela de Nícer Clutosi, príncipe de los albiones, encontrada en 1932 en, el lugar de A Corredoira (Piantón) el concejo de Vegadeo (Asturias)
Cariaca fue su principal núcleo.
Por Cayo Plinio se sabe que, en la zona occidental de Asturiana, había tres tribus o pueblos de ascendencia protohistórica: albiones, cibarcos y egobarros,  encuadrados, después de la conquista romana, en el convento Lucense, cuya capital era Lucus Augusti, hoy Lugo. 
Los albiones se hallaban a partir del río Navia, a su occidente, también los cita Ptolomeo pues este autor griego, en sus Tablas Geográficas, llama al río Navia Albión. Según este, albiones eran los habitantes del Castelón de Coaña, del castro de Pendía y de los restantes de la margen izquierda del valle inferior del citado río.